# Mashiko, Tochigi
Mashiko (益子町 Mashiko-machi) là thị trấn thuộc huyện Haga, tỉnh Tochigi, Nhật Bản. Tính đến ngày 1 tháng 10 năm 2020, dân số ước tính thị trấn là 21.898 người và mật độ dân số là 240 người/km2. Tổng diện tích thị trấn là 89,40 km2.

## Địa lý

### Đô thị lân cận
- Tochigi
  - Mooka
  - Ichikai
  - Motegi
- Ibaraki
  - Sakuragawa